# Jacques Abeille
Jacques Abeille (Lyon, 17 maart 1942 - Libourne, 23 januari 2022) was een Franse schrijver die in Bordeaux woonde en werkte. Hij is de auteur van een aantal romans die moeilijk aan een bepaald genre kunnen worden toegewezen. 
Jacques Abeille werd al wees in 1944 waarna een oom zich verder over hem ontfermde. Hij studeerde  psychologie, filosofie en literatuur maar werd uiteindelijk leraar plastische kunsten. Als schilder en illustrator is hij autodidact en voelt hij zich aangetrokken tot het surrealisme. Hij maakte deel uit van  Parapluycha, een groep surrealistische kunstenaars uit Bordeaux. Hij ging ook om met de erotische kunstschilder en fotograaf Pierre Molinier.
Zijn romancyclus Le Cycle des contrées (De Cyclus van de landstreken) is samengesteld uit Les Jardins statuaires (Flammarion, 1982), Le Veilleur du jour (Flammarion, 1986) en Les Voyages du fils (Ginkgo/Deleatur, 2008). De verhalen spelen zich af in denkbeeldige landen waarbij de schrijver een puzzel maakt van mythen en esthetische overpeinzingen die de lezer zelf moet trachten op te lossen.
Jacques Abeille beschrijft zichzelf als de 'archivaris' van zijn eigen teksten. Hij onderscheidt daarbij teksten die geschreven worden om het spoor van het heden te traceren (het boek van Barthélemy Lécriveur in Le Veilleur du jour), teksten die structuur geven aan de samenleving (Les Jardins statuaires), en teksten die zijn 'geënt in het zand' (L'Écriture du désert).

## Belangrijkste werken
Bij uitgeverij Deleatur
- Le Voyageur attardé, illustraties van Alain Royer, la Nouvelle postale, 1981. Rééd. en recueil in Celles qui viennent avec la nuit, l’Escampette, 2000.
- [Onder het pseudoniem "Léo Barthe"] L’Amateur de Conversation, ets van Fred et Cécile Deux, 1981. Rééd. in Les Carnets de l’Amateur, L’Escampette, 2001.
- Fable, poèmes, 1983.
- Un Cas de lucidité, met tekeningen van de auteur, Petite Bibliothèque de littérature portative, 1984. Rééd. les Minilivres 1996. Rééd. en recueil in Celles qui viennent avec la nuit, l’Escampette, 2000.
- Famille/Famine, met tekeningen van de auteur, le Fourneau/Deleatur, 1985.
- L’Homme nu (les Voyages du Fils I), la Compagnie des Indes oniriques, 1986 (deze tekst maakt deel uit van de "Cycle des Contrées").
- Lettre de Terrèbre, les Minilivres, 1995 (deze tekst maakt deel uit van de Cycle des Contrées).
- Le Peintre défait par son modèle, les Minilivres, 1999.
- Louvanne, gravure de Philippe Migné, la Compagnie des Indes oniriques, 1999.
- L’Arizona, collage de Philippe Lemaire, les Minilivres, 1999.
- Un Beau Salaud, met tekeningen van de auteur, les Minilivres, 2001.
- L’Écriture du Désert, pictogrammen van de auteur, la Compagnie des Indes oniriques, 2003.

Bij andere uitgevers
Cycle des Contrées :
- 1. Les Jardins statuaires, Flammarion, 1982. Rééd. Joëlle Losfeld, 2004.
- 2. Le Veilleur du Jour, Flammarion, 1986 (rééd. Ginkgo éditeur/Deleatur, 2007).
- 3. Les Voyages du Fils, Ginkgo éditeur/Deleatur, 2008.
- 4. [Léo Barthe] Chroniques scandaleuses de Terrèbre, Ginkgo éditeur/Deleatur, 2008.
- 5. Un homme plein de misère, Ginkgo éditeur/Deleatur, 2009 (à paraître).
- 6. L’explorateur perdu, Ginkgo éditeur/Deleatur, 2010 (à paraître).

Le Cycle des Chambres :
- 1. La Clef des Ombres, Zulma, 1991.

Andere boeken :
- Le Corps perdu, Illustraties van Anne Pouchard, Même et Autre, 1977.
- Le plus commun des mortels, Les Cahiers des Brisants, 1980.
- Un journal de nuit, prozateksten bij les Métiers du Crépuscule, collages van Jean-Gilles Badaire, Les Cahiers du Tournefeuille, 1988.
- En Mémoire morte, Zulma, 1992.
- L’Ennui l’après-midi, gravures van de auteur, le Fourneau, 1993.
- La Guerre entre les arbres, Cadex, 1997.
- Divinité du rêve, L’Escampette, 1997.
- L’Amateur, L’Escampette, 2001.
- Celles qui viennent avec la nuit, L’Escampette, 2001.
- Pierre Molinier, Présence de l’exil, Pleine Page, 2005.
- Belle humeur en la demeure, Le Mercure de France, 2006.
- Séraphine la kimboiseuse, Atelier in8, 2007.

- Biblioteca Nacional de España: XX5431329
- Bibliothèque nationale de France: cb11887967s (data)
- Gemeinsame Normdatei: 131722956
- International Standard Name Identifier: 0000 0001 2277 1488
- Library of Congress Control Number: n86067232
- Nationale Bibliotheek van Israël: 987007257320405171
- Nederlandse Thesaurus van Auteursnamen: 265255325
- Système universitaire de documentation: 026676133
- Virtual International Authority File: 19673059
- WorldCat: E39PBJvCMPfcVMM94GB3FJkdQq